# 名古屋市立牧の原小学校
名古屋市立牧の原小学校（なごやしりつ まきのはらしょうがっこう）は、愛知県名古屋市名東区牧の原三丁目にある公立小学校。

## 沿革
- 1988年（昭和63年） - 名古屋市立前山小学校より分離し開校。

## 通学区域
- 名古屋市名東区[1]
  - 猪高町大字高針字牧
  - 高針原1丁目、高針原2丁目
  - 牧の原1丁目、牧の原2丁目、牧の原3丁目

## 交通アクセス
- 星ヶ丘駅より市バス「地下鉄植田」行（幹星丘2号系統、星丘12号系統）または杁中行（星丘13号系統）に乗車、「牧の原」バス停より徒歩3分。